# Kerivoula intermedia
Kerivoula intermedia är en fladdermusart som beskrevs av Hill och Francis 1984. Kerivoula intermedia ingår i släktet Kerivoula och familjen läderlappar. Inga underarter finns listade i Catalogue of Life.

## Utseende
Arten har 26,5 till 31 mm långa underarmar, en 37 till 41 mm lång svans och väger 2,9 till 4,2 g. Pälsen har på ovansidan en orangebrun färg och undersidan är ljusare. Fladdermusens premolarer är små och avrundade. Öronen är nära huvudet mörkbrun och vingarna samt svansflyghuden har samma färg. Kroppslängden utan svans är 30 till 40 mm.

## Utbredning
Denna fladdermus hittades på flera platser på Borneo och på södra Malackahalvön. Kanske har den en större utbredning i regionen. Arten är känd från låglandet och från kulliga områden upp till 500 meter över havet. Habitatet utgörs av skogar och träskmarker.

## Ekologi
Kerivoula intermedia har med sina korta och breda vingar bra förmåga att navigera kring objekt i den täta skogen. Den jagar med hjälp av ekolokalisering efter insekter. Det korta lätet som används varar i cirka två millisekunder och börjar med en frekvens av cirka 173 kHz samt avslutas med en frekvens av ungefär 77 kHz. Vanligen framkallas två till fyra läten kort efter varandra.
Dräktiga honor registrerar främst mellan februari och maj. Även mellan augusti och oktober hittades dräktiga honor. Honor med aktiva spenar dokumenterades främst mellan maj och juli. Den enda ungen har vid födelsen cirka en fjärde del av moderns vikt. Under de första dagarna håller sig ungen fast i moderns päls när hon flyger. Könsmognaden infaller efter cirka ett år. Antagligen vilar denna fladdermus i grottor men uppgiften behöver bekräftelse.

## Bevarandestatus
Skogsbränder och skogens omvandling till jordbruksmark hotar beståndet. Uppskattningsvis minskade hela populationen med 20 till 30 procent under de gångna 15 åren (tre generationer räknat från 2019). IUCN kategoriserar arten globalt som nära hotad.